# Петербургский дневник театрала
«Петербургский дневник театрала» — еженедельная театрально-литературная иллюстрированная (с 1905) газета, выходившая в Санкт-Петербурге в 1903—1905 годах. Редактор-издатель А. А. Плещеев, в № 30—35 ред. К. П. Медведский.

## Описание
Размер: 40—49 см, 8—14 с. иллюстрации.
- 1903 № [1] пробный (9-XI) — № 2 пробный (23-XI)
- 1904 № 1 (4-I) — № 52 (26-XII)
- 1905 № 1 (2-I) — последний № 19 (8-V).